# Famille Delpech de Frayssinet
Pour les articles homonymes, voir Delpech et Frayssinet.
La famille Delpech de Frayssinet, anciennement Delpuech ou Delpech, est une famille française, originaire du Rouergue et du Quercy, qui subsiste à travers une branche dont l'auteur exerçait la profession de notaire au XVIIIe siècle.

## Histoire
Il est fait mention que « Pierre Delpuech, procureur du roi en la cour royale de Villefranche, rendit hommage le 24 novembre 1607 à la reine Marguerite de Valois pour un jardin et deux vignes situés en la juridiction de Villefranche, franches et allodiales, et d'autres fiefs, rentes et possessions nobles ou allodiales qu'il a et peut tenir dans ledit comté de Rouergue relevant du roi » et que «  Antoine Del Puech, habitant de Villefranche de Rouergue, fit le démembrement par devant les seigneurs présidents trésoriers de la généralité de Montauban des fiefs francs et honoraires qu’il tient de Sa Majesté des villages de Douzoulet et Mazières et terroirs de Las Roques, et de diverses rentes, avec censive annuelle, droits de lods et vente, directe juridiction jusqu’à 60 sols et autres droits, la justice haute appartenant au roy, à cause de sa châtelainie de Najac »,. On retrouve aux archives le Pierre Delpuech, écuyer, procureur du roi au sénéchal de Villefranche, qui fait « reconnaissance le 24 novembre 1607 à Marguerite de Valois pour une vigne et un jardin à Villefranche », et son frère « Jean Delpech, marié à Villefranche en 1593 à Perette Dardenne », qui « succéda à Guillaume Delpuech comme juge à Saint-Sernin de Rouergue. 
Dans les Archives généalogiques et historiques de la noblesse de France, Louis Lainé  mentionne, sans les relier, un Antoine Del Pech, viguier de la justice royale de Najac, « marié à Marguerite del Rieu, fille de Pierre du Rieu, coseigneur de Najac où il teste en 1469, et de Astruguette de Grière », et une « Antoinette del Pech, mariée à noble Jean du Rieu, seigneur de la Lantairie dont elle était veuve en 1585 » et qui avait pour armes « De sable à l'aigle d'or, à l'épée de gueules brochant sur le tout ». Cette variante des armes enregistrées plusieurs fois pour cette famille par l'Armorial général de France, mais avec un lion à la place de l'aigle, ont aussi été portées par Jean del Puech, seigneur de Soulages, marié à Françoise de Rouviac, dont la fille Catherine a épousé à Rebourguil le 15 décembre 1507 Jean de Martrin, seigneur d'Esplas à Rebourguil, capitaine-châtelain de Roquecézières pour le roi Charles VIII. 
Gustave Chaix d'Est-Ange, dans son Dictionnaire des familles françaises, écrit en 1906 que la famille Delpech de Frayssinet est une « famille d'ancienne bourgeoisie du Rouergue et du Quercy ». Il ne donne aucun élément généalogique et lui attribue par erreur comme armes « D'azur à un lion d'or grimpant sur une montagne adextrée d'argent ; au chef cousu de gueules chargé de trois étoiles d'argent ». Pierre-Marie Dioudonnat dans Encyclopédie de la fausse noblesse et de la noblesse d'apparence ajoute  en 1994 « titre de vicomte  sans fondement connu »,.
En 1935, dans son ouvrage Châteaux de l'ancien Rouergue, Henry d'Yzarn de Freissinet de Valady écrit : « la famille Delpech de Frayssinet [...] était noble, car elle figure avec la qualité d’écuyer dans nombre d’actes du XVIIe siècle et du XVIIIe siècle, postérieurement à la recherche qui épura définitivement les usurpations de noblesse ».  Il précise que « Les fiefs de Fraissinet et de la Griffoul sont passés à la famille Delpech, originaire, croyons-nous, de Villefranche, mais pourvue, au dix-septième siècle, de sièges dans la justice royale de Najac et toujours mentionnée dans les documents des dix-septième et dix-huitième siècles avec la qualité d'écuyer, et qui ajoute dès lors à son nom celui du premier ». Il mentionne par ailleurs que le fief de Frayssinet et la Griffoulhe se trouvent sur la paroisse de Bar et qu'un « Noble Antoine Dupuy est désigné avant 1582 comme curateur de Jean de Bar, seigneur du lieu, veuf d'Anne de Lavalette-Parisot». Il ajoute que « Marguerite Monlauseur, fille de Claude et de Marie du Rieu, et veuve en 1720 de Maître Pierre Delpech, ancien procureur du roi en la viguerie de Najac, décédé avant 1720, fut le père de Joseph Delpech, sieur de Frayssinet, bachelier ès droits, en son domaine de la Borie, paroisse de Lunac, qu’elle avait apporté dans la famille Delpech de Frayssinet ». 
En 2009, Pierre Hocquellet dans Armorial général du Rouergue, écrit que les membres de cette famille portaient des qualificatifs nobiliaires en étant bourgeois de Caylus et de Villefranche; il mentionne Jean Delpech, écuyer, marié en 1612 à Caylus avec Claire Delom, fille d'Antoine, seigneur de Lart et de Félines, et de Claire de Lavalette-Parizot, qui ont pour fils Jean Delpech, noble, marié le 29 novembre 1643, à Villefranche de Rouergue, avec Marie de Bonal, et son frère Guillaume, seigneur de la Madelle et de la Grèze, premier consul de Caylus en 1672, juge au présidial de Cahors, marié en 1637 à Caylus avec Anne de Marcilhac, fille de François de Marcilhac, noble, seigneur du Fouilhet, et de Anne de Lavalette-Parisot. 
Il indique que la famille de Delpech de Frayssinet qui subsiste descend de Pierre Delpech del Perié (1736-1767), cadet de cette famille, qui a exercé la fonction de notaire tout en portant le titre d'écuyer, et a été condamné pour usurpation de noblesse en août 1760 à une amende de 2 000 livres, réduite par la suite à 600 livres.
Cette famille n'est ni mentionnée dans l'ouvrage de Régis Valette  qui a pour titre Catalogue de la noblesse française subsistante (2007) ni dans celui d'Arnaud Clément qui a pour titre La noblesse française (2021).

## Personnalités
- François Delpech de Frayssinet (1699-1763), capitaine de dragons, chevalier de Saint-Louis, participa comme capitaine de cavalerie à la bataille de Dettingen dont il fait la relation dans une lettre. Il signait del Pech del Perié[19]. Marié en 1732 à Françoise Perié, fille de Joseph Perié, bourgeois de Sauveterre, et de Anne Landès[13].
- Pierre Delpech del Perié (1736-1767) fils du précédent, conseiller du roi puis notaire, a épousé sa cousine Marguerite Merlin, tante de Raymond Merlin (1767-1839), député-maire de Rodez[20]. Il devient premier consul de Sauveterre-de-Rouergue.
- Jean-Antoine Delpech (1760-1849), avocat au parlement de Toulouse, maire de Sauveterre-de-Rouergue, administrateur du Département de l'Aveyron. Il figure dans le rôle des biens et revenus nobles de l'Élection de Villefranche pour la période 1781-1786[21]. Il n'a pas été convoqué à l'assemblée primaire provinciale de 1789, mais vint la même année à Paris lire une « Adresse à Nosseigneurs de l'Assemblée Nationale par les habitants de Sauveterre et de ses environs[22]», il signait alors Du Puy, et fut ensuite « député devant la Convention où il fut révoqué pour avoir clamé trop haut lors de l'instruction du procès de Louis XVI[23]». Il a épousé en 1784 à Villefranche sa cousine Thérèse Mazars, fille de François-Antoine Mazars et de Anne de Gaston de Pollier.

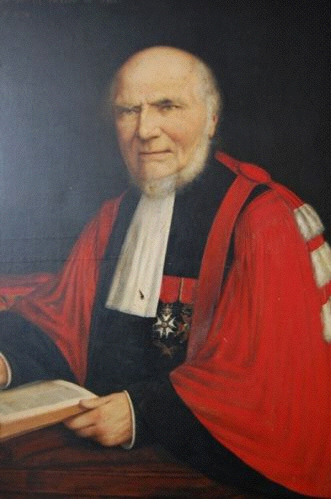
Édouard Delpech, doyen de la faculté de droit, portrait à l'huile

- Édouard Delpech (1790-1864), fils du précédent, né à Sauveterre, jurisconsulte, doyen de la faculté de Droit de Toulouse[24], où à partir du Premier Empire il s'intéressa à la rhétorique parlementaire[25], puis défendit la nouvelle forme rationnelle d'enseignement du droit[26], avec une conception du Droit naturel qui est proche de celle de la Législation primitive de Louis de Bonald[27], il fut élevé au décanat en 1856[28]. Il est le père de trois enfants:
  - François-Xavier Delpech, docteur en droit[29], jésuite, curé métropolitain de Notre-Dame du Taur à Toulouse,
  - Victor Delpech (1835-1887), ethnologue, missionnaire au Maduré en Inde[24],
  - Delphine Delpech mariée à Jean d'Armagnac de Castanet.

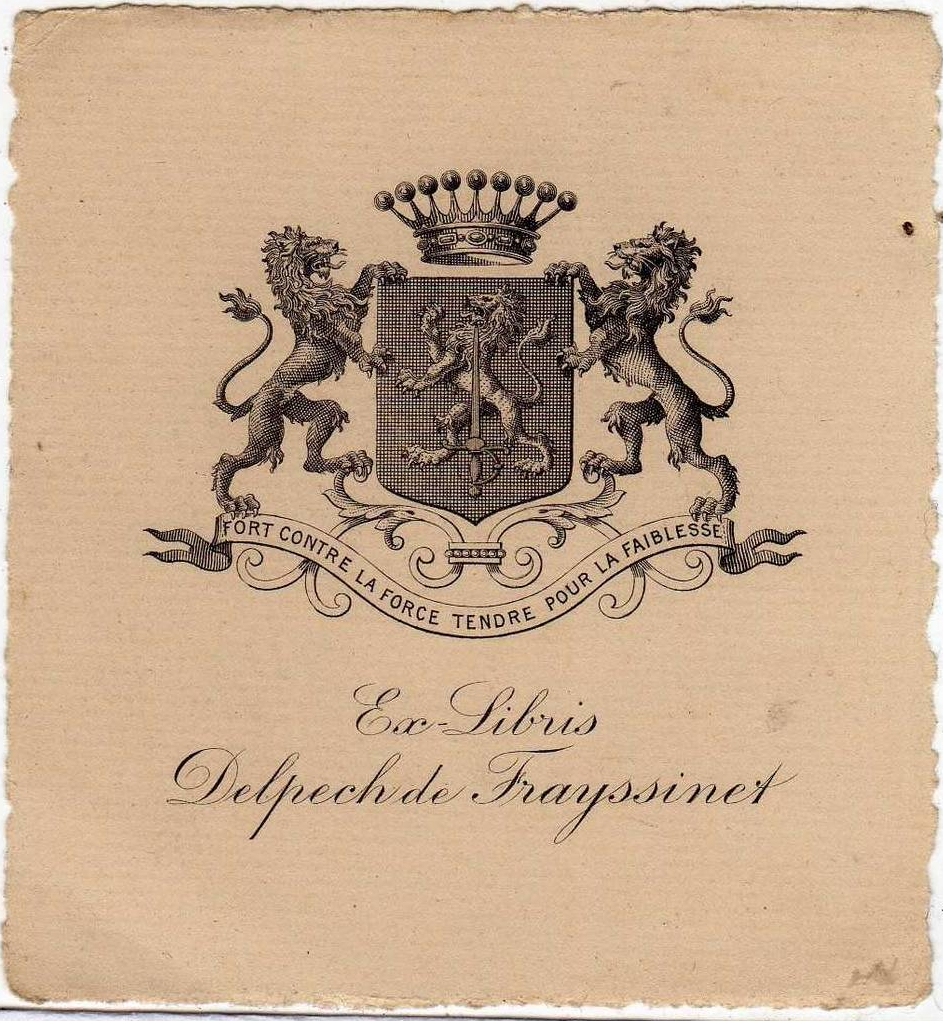
Ex libris vers 1840

- Jean-Antoine Delpech de Frayssinet (1785-1848), frère du précédent. Chirurgien de la Grande Armée, médecin du corps expéditionnaire en Algérie[30],[31], médecin-chef des hôpitaux militaires de Rochefort, de La Rochelle, de l'Hôtel-Dieu de Lyon, auteur d'une étude sur le Choléra[32], membre de la Société cantalienne. Il a laissé un ouvrage dédié au Baron Larrey, « recueil manuscrit de cinquante-quatre poésies, la plupart en rapport avec la Campagne de Russie et la captivité de l'auteur : Bataille de Vilna (juin 1812) ; arrivée à Vitebsk et à Smolensk;  incendie de Moscou (septembre);  passage de la Bérézina (novembre) ; repli sur Vilna ; attaque de la ville par Koutouzov, où l'auteur grièvement blessé est fait prisonnier (en même temps que Desgenettes). Les poèmes (hymnes, sonnets, odes, stances...) qui composent ce recueil sont souvent dédiés à des personnes que l'auteur rencontra pendant sa détention. L'un des derniers poèmes, intitulé « Aux Marseillais !», stances improvisées, évoque l'expédition d'Alger commandée par le Maréchal de Bourmont[33]». De son mariage à Aurillac en 1815 avec Céleste Rivière, fille de Pascal-César Rivière, ancien avocat au parlement et conseiller au présidial, et d'Agathe Domergue, héritière du Martinet à Saint-Simon, il a eu cinq enfants, dont :
  - Delphine Agathe Delpech (1816) mariée avec Édouard Grailhe, vivait au château de Balsac.
  - Hippolyte Delpech-Delperrié (1817-1887), fils du précédent, docteur en droit. Il fut successivement notaire à Montauban (1846-1861), conseiller au Tribunal de Pondichéry (1868), à  Dakar (1872), à Cayenne, puis président à la Cour d'appel de Saïgon, mort dans le naufrage du Natal en revenant de Nouméa. Il s'est marié en 1845 à Aurillac avec Anne-Éléonore Boutarel, fille de Claude Boutarel (+1828), trésorier-payeur général, et de Françoise de Ruphy. Sa sœur Marie Boutarel était mariée avec Théodore Ballon (1788-1859), général commandant la place de Toulouse[34]. Auteur de Essai sur la théorie des causes et des conditions illicites dans les contrats et dans les libéralités, Imprimerie du gouvernement, Pondichéry, 1869.
  - Édouard [Delpech] de Frayssinet (1819-1898), frère du précédent, rédacteur au Moniteur des Indes Orientales, auteur de L’Athénée royal, chansons dédiées aux orateurs du jour, 1847, Paris, in-8°. imprimeries Polet, et de Le Japon, mœurs et coutumes, Paris, 1864. Devint prêtre.
  - Charles Delpech de Frayssinet (1821-1887), vice-commissaire de marine. Marié en 1841 à Mary Close, fille de Sir John Frank Close (1764-1837), consul d'Angleterre à Rochefort, aide de camp du roi Georges IV.
- Joseph Delpech de Frayssinet (1874-1945), arrière-petit-fils de Jean-Antoine, fils d'Alfred (1846-1899) et d'Hélène Grognier, consul de France à Glasgow[35], président de la Société française de graphologie, consul de France. Entre 1928 et 1932, il profita de son affectation auprès de l'ambassade d'Allemagne pour recueillir et analyser plus de 10 000 specimens d'écritures d'anormaux sexuels à l'Institut für Sexualwissenschaft fondé à Berlin par le Docteur Magnus Hirshfeld. Ce matériel a donné lieu par la suite une étude de synthèse d'A. Lecerf publié sous le titre L'écriture des anormaux sexuels[36].
- Pierre Delpech de Frayssinet (1875-1918), officier, fils d'Alfred (1846-1899) et d'Hélène Grognier. Il a fait ses études à Villefranche-de-Rouergue[37], avant d'entrer à Versailles en préparation à Sainte-Geneviève[38], puis à Saint-Cyr. « Sorti dans les troupes coloniales, il se bat à Madagascar, en Chine, puis au Zinder. C'est en Afrique qu'il reçoit sa première blessure à l'occasion d'un fait d'armes dont il fut récompensé par la Croix de la Légion d'honneur »[39]. Il se signale aussi dans des actions contre les bandes de rezzous[40]. Pendant la Première Guerre mondiale, il est cité deux fois à l'ordre de l'Armée avant d'être blessé mortellement et de mourir en 1918 à l'hôpital de Beauvais[41]. Occitaniste qui appartenait au groupe de La Veillée d'Auvergne et à l'Action française, sa vie est évoquée dans Les Tombeaux de Charles Maurras[42] ainsi que dans « Le Tableau d'honneur de la Grande guerre » de L'Illustration. Marié en 1912 avec Madeleine de Gasquet, fille de Pierre-Paul de Gasquet (1855-1929), lieutenant-colonel du génie, dont une autre fille, Marguerite, était mariée en 1908 à Émile Laure (1881-1957).
- Angèle Delpech de Frayssinet (1849-1922), sœur d'Alfred (1846-1899), célibataire, suffragette, militante syndicale à la CGT, employée à la poste centrale du Louvre à Paris.
- Edouard Delpech de Frayssinet (1853-1924), publiciste, frère d'Alfred (1846-1899), auteur de Commentaire du billard français, ouvrage accompagné d'une règle du jeu actuel et d'une galerie de portraits biographiques de professionnels et d'amateurs, Paris, Hénin, 1903. Il possédait le château du Puech[43].
- Jehan Delpech de Frayssinet (1903-1958), né à Berne, lieutenant-colonel d'aviation, fils de Joseph et de Marguerite Dupin des Vastines, débute comme pilote d'essai pour Breguet et dans l'aéropostale, reçoit la Légion d'honneur pour son héroïsme en décembre 1931[44]. Il fut le premier avec Pierre Averseng à faire en 1935 des vols de reconnaissance et de photographie aérienne archéologique en Afrique du Nord[45]. Pendant la Seconde Guerre mondiale, il contribua à l'organisation de l'aviation de Vichy[46], puis en Indochine[47],[48]. Il a vécu au Caire. Auteur de : « Une légende lue de la tentation de Bouddha », 1947, France-Asie, no 2, et « La légende de la courge dans l'histoire du Laos », 1949, France-Asie, no 34.
- Alfred Millet de Frayssinet (Avignon 1914-2015), à l'état civil Alfred Millet-Delpech de Frayssinet[8], sous-lieutenant, rejoint les FFL à Londres en octobre 1942[49], ambassadeur de France au Honduras en 1976, puis chef du protocole au ministère des affaires étrangères[50]. Marié à Mademoiselle Lailhacar, il est père d'un fils et de trois filles, dont Isabelle et Claude de Frayssinet[51], hispanisante, traductrice, auteur en 2002 avec Isabel Allende de Fille du destin.
- Igor Butler, pseudonyme d'Igor Delpech de Frayssinet (né en 1972[52]), a joué le rôle de Mickaël Fouché dans Seconde B, d'Yvan dans Premiers Baisers[53], marié en 1993 et divorcé avec l'actrice Julie Caignault.

## Armes, blasons, devises
- Antoinette Delpech, mariée vers 1554 à Jean du Rieu, fils d'Antoine, coseigneur de Najac, et d'Isabeau Audouy, portait « De sable à l'aigle d'or, à l'épée de gueules brochant sur le tout »[5],[54].

- N Delpech de Navailles [Ravaille], avocat à Saint-Antonin (1667), « De sable, au lion d'or, et une épée de gueules, posée en pal, brochant sur le tout »(non relié)[55],[54].

- Antoine DelPuech, procureur du roi à Villefranche (1667), « De sable, au lion d'or, et une épée de gueules, posée en pal, brochant sur le tout »[56].

- Pierre Delpuech, seigneur de Frayssinet, procureur du roi en la viguerie de Najac (1667) : « De sable, au lion d'or, et une épée de gueules, posée en pal, brochant sur le tout »[57]. Selon Pierre Hocquelet, les commissaires lui ont imposé de reprendre les armes de sa famille, à la place des armes personnelles qu'il s'était composées « D'or au pêcher de sinople fruité de gueules, au chef de gueule chargé de trois fleurs de pêcher »[13].
- Chaix d'Est-Ange indique pour cette famille des armes données par Dayre de Mailhol en 1895 dans le Dictionnaire historique et héraldique de la noblesse : « D’azur à un lion d’or grimpant sur une montagne adextré d’argent ; au chef cousu de gueules chargé de trois étoiles d’argent ». L'armorial déjà cité de la Société des lettres, sciences et arts de l'Aveyron indique page 572 les armes d'une autre famille qui a donné des magistrats à Villefranche et qu'il appelle Delpech de Villefranche : « D’argent au rocher de sable, au chef d'azur, chargé d'un croissant d'argent, accosté de deux étoiles d'or »[54]

Devises : « Fort contre la force, tendre pour la faiblesse », « Je suis plus fort que la force. »

« Sustinet tempestas,. »

Delpuech, sieur de Fraissinet
Antoinette Delpech, de Najac, veuve de Jean du Rieu.

## Alliances
Les principales alliances de la famille Delpech de Frayssinet sont : Rames (1575), Dardenne (1593), de Lom (ou de Lhom) (1612) , de Marcilhac (1637), Bonal (1643) et (1680), de Monlauzeur (ou Monlauseur) (1683), Borelly (1704), de Marquisan (1720), Robert de Naussac, Delperié (1732), Merlin (1758), Mazars (1784), Rivières (1815), Ricard de La Caze, Darassus (1834), Close (1844), d'Armagnac de Castanet (1866), Grognier (1872), Dupin des Vastines (1901), de Gasquet (1912), Hannonet de La Grange (1913), de Sainsbut des Garennes, de Butler (1931), de Montesquiou-Fezensac (1998), etc.